# Prince Polley
Prince Opoku Bismarck Polley Sampene (* 4. Mai 1969 in Kumasi) ist ein ehemaliger ghanaischer Fußballspieler. Polley, der als Stürmer spielte, verbrachte den größten Teil seiner Karriere in den Niederlanden.

## Laufbahn
Der 1969 geborene Prince Polley begann seine Karriere mit 16 Jahren bei Asante Kotoko, mit denen er drei Mal die ghanaische Meisterschaft gewann. 1988 wechselte er in die Niederlande zum Erstligisten Sparta Rotterdam. In den folgenden zwei Spielzeiten bestritt er 30 Ligaspiele für Sparta und erzielte dabei 16 Tore. 1990 wechselte er nach Belgien, wo er in der darauffolgenden beiden Jahren bei VAC Beerschot und Germinal Ekeren spielte. Danach kehrte er in die Niederlande zurück und wechselte zu Twente Enschede.
1992 vertrat Polley sein Heimatland beim Afrika-Cup in Senegal, bei dem die Mannschaft den zweiten Platz erreichte. Er selbst wurde in diesem Turnier als Ersatzspieler ein Mal eingesetzt und erzielte ein Tor. In der folgenden Saison 1992/93 war er mit elf Ligatoren der beste Torschütze Enschedes.
1994 in Tunesien spielte Polley mit der ghanaischen Nationalmannschaft erneut bei einer Afrikameisterschaft. Im selben Jahr wechselte er von Twente zum SC Heerenveen, bei dem er in der darauf folgenden Saison spielte. Danach folgten zwei Jahre beim Zweitligisten Excelsior Rotterdam und eine Saison beim Amateurverein Heerjansdam. 1999, nach einem Jahr beim Schweizer FC Aarau, beendete Polley seine Karriere.

### Titel
- 3× Ghanaischer Meister: 1983, 1986, 1987 (jeweils mit Asante Kotoko)